# Leon Brittan
Leon Brittan, Baron Brittan van Spennithorne (Londen, Engeland, 25 september 1939 – aldaar, 21 januari 2015) was een Brits politicus van de Conservative Party.
Brittan was tussen 1979 en 1986 bewindspersoon in het Kabinet Thatcher I en·II en was van 1989 tot 1999 een Brits Eurocommissaris in de Commissies-Delors II, Delors III en Santer.
Zijn neven zijn mede politicus Malcolm Rifkind en producent Mark Ronson en zijn broer Samuel Brittan is een financieel journalist. Op 1 januari 1989 werd Brittan tot ridder geslagen en benoemd als een Knight Bachelor met het ere-predicaat van Sir. Op 1 februari 2000 werd Brittan benoemd als baron Brittan van Spennithorne en werd lid van het Hogerhuis.
- Bibliothèque nationale de France: cb12425977t (data)
- Biografisch Portaal: 09170366
- Gemeinsame Normdatei: 170902315
- International Standard Name Identifier: 0000 0001 1775 1116
- Library of Congress Control Number: no91025717
- Nationale Bibliotheek van Letland: 000022099
- Nationale Bibliotheek van Israël: 987007259032105171
- Nederlandse Thesaurus van Auteursnamen: 134611403
- Parlement.com: vi2jmfldcqxx
- Système universitaire de documentation: 033389187
- Virtual International Authority File: 92367192
- WorldCat: E39PBJghhDPqYt6836FJXxvT73

 Martin Bangemann ·  Ritt Bjerregaard ·  Emma Bonino ·  Leon Brittan ·  Hans van den Broek ·  Édith Cresson ·  João de Deus Pinheiro ·  Franz Fischler ·  Pádraig Flynn ·  Anita Gradin ·  Neil Kinnock ·  Erkki Liikanen ·  Manuel Marín ·  Karel Van Miert ·  Mario Monti ·  Marcelino Oreja ·  Christos Papoutsis ·  Jacques Santer ·  Yves Thibault de Silguy ·  Monika Wulf-Mathies
 Martin Bangemann ·  Leon Brittan ·  Hans van den Broek ·  Henning Christophersen ·  Jacques Delors ·  João de Deus Pinheiro ·  Pádraig Flynn ·  Manuel Marín ·  Abel Matutes* ·  Karel Van Miert ·  Bruce Millan ·  Marcelino Oreja ·  Ioannis Paleokrassas ·  Antonio Ruberti ·  Peter Schmidhuber ·  Christiane Scrivener ·  René Steichen ·  Raniero Vanni d'Archirafi
 * afgetreden 
 Frans Andriessen ·  Martin Bangemann ·  Leon Brittan ·  António Cardoso e Cunha ·  Henning Christophersen ·  Christiane Scrivener ·  Jacques Delors ·  Jean Dondelinger ·  Ray MacSharry ·  Manuel Marín ·  Abel Matutes ·  Karel Van Miert ·  Bruce Millan ·  Filippo Maria Pandolfi ·  Vasso Papandréou ·  Carlo Ripa di Meana ·   Peter Schmidhuber 